# Polska Superliga Tenisa Stołowego 2024/2025
Polska Superliga Tenisa Stołowego 2024/2025 – edycja rozgrywek pierwszego poziomu ligowego w Polsce.

## System rozgrywek
Źródło (regulamin rozgrywek)
Rozgrywki prowadzone są z udziałem 12 drużyn i są podzielone na dwie fazy: zasadniczą i finałową o mistrzostwo Polski.
Faza zasadnicza składa się z dwóch rund, które rozgrywane są systemem każdy z każdym. Gospodarzami spotkań w drugiej rundzie są drużyny, które w pierwszej rundzie w meczu pomiędzy tymi samymi drużynami grały na wyjazdach. Za zwycięstwo 3:0 lub 3:1 drużyny otrzymują 3 punkty, za zwycięstwo 3:2 – 2 punkty, zaś za porażkę 2:3 – 1 punkt. Za porażkę 0:3 lub 1:3 drużyny nie otrzymują punktów.
Do fazy finałowej awansują 4 czołowe drużyny po rundzie zasadniczej, które zagrają w turnieju finałowym w hali drużyny najwyzej sklasyfikowanej po rundzie zasadniczej. Rozegrane zostaną półfinały według klucza 1-4 oraz 2-3 na podstawie zajętego miejsca po fazie zasadniczej. Finałowe spotkanie zostanie rozegrane pomiędzy zwycięzcami półfinałów. Drużyna, która wygra finał otrzyma tytuł Drużynowego Mistrza Polski mężczyzn, puchar i złote medale, a zespół pokonany w finale otrzyma puchar i srebrne medale. Drużyny, które odpadły w półfinałach, otrzymają brązowe medale.
Do 1. ligi spadnie drużyna, która po rundzie zasadniczej zajmie miejsce 12. W barażach (dwumecz) o awans do Superligi grają zwycięzcy po fazie zasadniczej grup północnej i południowej 1 ligi. Zwycięzca barażów awansuje do Superligi. Przegrany z tego barażu rozegra drugi baraż (dwumecz) o prawo gry w Superlidze przeciwko drużynie, która zajęła 11. miejsce po fazie zasadniczej w Superlidze. Zwycięzca tego barażu uzyska prawo gry w Superlidze.

## Kluby
| Nazwa drużyny                        | Miejsce w poprzednim sezonie |
| ------------------------------------ | ---------------------------- |
| Dartom Bogoria Grodzisk Mazowiecki   | Mistrz                       |
| KS Dekorglass Działdowo              | Wicemistrz                   |
| ZOOLeszcz Gwiazda Bydgoszcz          | Półfinał                     |
| Petralana Polonia Bytom              | Półfinał                     |
| SBR Dojlidy Białystok                | Ćwierćfinał                  |
| ASTS Olimpia Grudziądz               | Ćwierćfinał                  |
| Global Pharma Orlicz 1924 Suchedniów | Ćwierćfinał                  |
| Balta AZS AWFiS Gdańsk               | 9. miejsce                   |
| Akademia Zamojska Trefl Zamość       | 10. miejscee                 |
| Energa Manekin Toruń                 | Awans z I ligi               |
| Villa Verde KS Olesno                | Awans z I ligi               |
| KTS Gliwice                          | Przejęcie miejsca            |

## Faza zasadnicza
Źródło
| Poz. | Drużyna                              | M  | Z  | P  | Pojedynki | Punkty |
| ---- | ------------------------------------ | -- | -- | -- | --------- | ------ |
| 1.   | Dartom Bogoria Grodzisk Mazowiecki   | 22 | 20 | 2  | 63:26     | 54     |
| 2.   | KS Dekorglass Działdowo              | 22 | 16 | 6  | 55:26     | 48     |
| 3.   | Balta AZS AWFiS Gdańsk               | 22 | 14 | 8  | 52:37     | 41     |
| 4.   | Villa Verde KS Olesno                | 22 | 14 | 8  | 51:42     | 40     |
| 5.   | Global Pharma Orlicz 1924 Suchedniów | 22 | 12 | 10 | 50:41     | 38     |
| 6.   | ZOOLeszcz Gwiazda Bydgoszcz          | 22 | 12 | 10 | 48:41     | 38     |
| 7.   | SBR Dojlidy Białystok                | 22 | 10 | 12 | 42:47     | 30     |
| 8.   | Akademia Zamojska Trefl Zamość       | 22 | 9  | 13 | 36:51     | 25     |
| 9.   | Petralana Polonia Bytom              | 22 | 8  | 14 | 37:52     | 24     |
| 10.  | Energa Manekin Toruń                 | 22 | 7  | 15 | 39:53     | 24     |
| 11.  | KTS Gliwice                          | 22 | 7  | 15 | 30:51     | 22     |
| 12.  | ASTS Olimpia Grudziądz               | 22 | 3  | 19 | 26:62     | 12     |

     Awans do fazy finałowej
     Baraż o prawo gry w Superlidze
     Spadek do 1. ligi

## Faza finałowa
| Turniej finałowy Grodzisk Mazowiecki, 14-15 czerwca 2025 | Turniej finałowy Grodzisk Mazowiecki, 14-15 czerwca 2025 | Turniej finałowy Grodzisk Mazowiecki, 14-15 czerwca 2025 |
| Drużyna                                                  | Wynik                                                    | Drużyna                                                  |
| Półfinały                                                | Półfinały                                                | Półfinały                                                |
| -------------------------------------------------------- | -------------------------------------------------------- | -------------------------------------------------------- |
| KS Dekorglass Działdowo                                  | 3:0                                                      | Balta AZS AWFiS Gdańsk                                   |
| Dartom Bogoria Grodzisk Mazowiecki                       | 3:0                                                      | Villa Verde KS Olesno                                    |
| Finał                                                    |                                                          |                                                          |
| KS Dekorglass Działdowo                                  | 3:1                                                      | Dartom Bogoria Grodzisk Mazowiecki                       |
|                                                          |                                                          |                                                          |
| Jakub Dyjas                                              | 3:1                                                      | Panagiotis Gionis                                        |
| Samuel Kulczycki                                         | 3:1                                                      | Marek Badowski                                           |
| Jonathan Groth                                           | 1:3                                                      | Miłosz Redzimski                                         |
| Jakub Dyjas                                              | 3:1                                                      | Marek Badowski                                           |

## Baraż o prawo gry w Superlidze
| Gospodarze            | Wynik | Goście                |
| --------------------- | ----- | --------------------- |
| Poltarex Pogoń Lębork | 1:3   | KTS Gliwice           |
| KTS Gliwce            | 3:1   | Poltarex Pogoń Lębork |

## Medaliści
| Lp. | Drużyna                            | Skład |
| --- | ---------------------------------- | --- |
| 1.  | KS Dekorglass Działdowo            | Jakub Dyjas, Samuel Kulczycki, Jonathan Groth, Patryk Lewandowski, Mateusz Sakowicz                                                                         |
| 2.  | Dartom Bogoria Grodzisk Mazowiecki | Miłosz Redzimski, Panagiotis Gionis, Marek Badowski, Jin Takuya, Michał Gawlas, Jakub Stecyszyn                                                             |
| 3.  | Balta AZS AWFiS Gdańsk             | Diogo Carvalho, Benedek Olah, Szymon Malicki, Taehyun Kim, Sathiyan Gnanasekaran, Tomasz Tomaszuk                                                           |
| 3.  | Villa Verde KS Olesno              | Wang Zeng Yi, Taisei Matsushita, Yaroslav Zhmudenko, Yeonghun Jeong, Kwangil Baek, Rafał Tatarczuch, Yannick Philippe L. Vostes, Daniel Lis, Radek Mrkvicka |